# Olimpia Asunción
Club Olimpia je paragvajski sportski klub iz Asuncióna. Obuhvaća mnoge sportske ekipe, a najvažnije su nogometna i košarkaška. 
Nogometna ekipa Olimpije s 39 naslova nacionalnog prvaka najuspješnija je paragvajska nogometna momčad.

## Povijest
Osnovan je 25. srpnja 1902. te je najstariji paragvajski nogometni klub. Nakon osnutka paragvajske lige 1906., 1912. godine Olimpia je osvojila prvi naslov prvaka. Nakon još nekoliko naslova 1910-ih, postali su prvi klub koji je osvojio tri puta zaredom prvenstvo, u razdoblju od 1927. do 1929., te im je isto uspjelo i u razdoblju od 1936. do 1938. Sredinom 1950-ih, dolaskom novog predsjednika Manuela Ferreire koji je doveo nekoliko ključnih igrača, započinje razdoblje dominacije Olimpije. Tada je i izgrađen stadion Manuel Ferreira. 
Prvi međunarodni uspjeh klub je doživio 1960. u prvom izdanju Copa Libertadoresa, kada su u finalu poraženi od Peñarola. Ključni dogoađaj u povijesti kluba bio je izbor Osvalda Domíngueza Dibba za predsjednika 1975., koji je za trenera doveo Luisa Alberta Cubilla pod čijim su vodstvom 1979. godine po prvi put osvojili Copa Libertadores. Iste godine osvajaju i Copu Interamericana te Interkontinentalni kup, porazivši finalista Lige prvaka, Malmö FF. Nastavili su postizati uspjehe i u domaćem prvenstvu, osvojivši šest naslova zaredom u razdoblju od 1978. do 1983.
Godine 1990. ponovo osvajaju Copa Libertadores te su isti uspjeh postigli 2002., u stotoj godini od osnutka kluba. Godine 2011., osvojili su prvi naslov nacionalnog prvaka nakon 11 godina, ukupno njihov 39. u povijesti.

## Rivali
Najveći rivalstvo Olimpije je s klubom Cerro Porteño, koje traje više od 90 godina, te se njihove međusobne utakmice nazivaju "Super Clásico". Drugi rivali su im Club Guarani s kojim igra "el clásico más añejo" (u prijevodu "najstariji derbi" jer su to dva najstarija paragvajska kluba) i Club Libertad.

## Klupski uspjesi

### Domaći uspjesi
Primera División:
- Prvaci (39): 1912., 1914., 1916., 1925., 1927., 1928., 1929., 1931., 1936., 1937., 1938., 1947., 1948., 1956., 1957., 1958., 1959., 1960., 1962., 1965., 1968., 1971., 1975., 1978., 1979., 1980., 1981., 1982., 1983., 1985., 1988., 1989., 1993., 1995., 1997., 1998., 1999., 2000., 2011. Clausura

Torneo República:
- Prvaci (1): 1992.

Torneo de Integración Nacional:
- Prvaci (1): 1990.

### Međunarodni uspjesi
Copa Libertadores
- Prvak (3): 1979., 1990., 2002.

Supercopa Sudamericana
- Prvak (1): 1990.

Recopa Sudamericana
- Prvak (2): 1991., 2003.

Copa Interamericana
- Prvak (1):  1979.

Interkontinentalni kup
- Prvak (1): 1979.
- Finalist (2): 1990., 2002.

## Vanjske poveznice
- Službena stranica  Arhivirana inačica izvorne stranice od 27. travnja 2006. (Wayback Machine)